# Ophiomyia curvipalpis
Ophiomyia curvipalpis este o specie de muște din genul Ophiomyia, familia Agromyzidae. A fost descrisă pentru prima dată de Zetterstedt în anul 1848.
Este endemică în Sweden. Conform Catalogue of Life specia Ophiomyia curvipalpis nu are subspecii cunoscute.